# Makar Gontcharenko
Makar Mikhaïlovitch Gontcharenko (en russe et en ukrainien : Макар Михайлович Гончаренко) est un footballeur et entraîneur de football soviétique et ukrainien né le 18 avril 1912 (ou 5 avril dans le calendrier julien) à Kiev et mort le 1er avril 1997 dans la même ville.
Évoluant au poste d'attaquant durant les premières années du championnat soviétique dans la deuxième partie des années 1930, il termine notamment meilleur buteur de la saison 1938 avec un total de 20 buts marqués.

## Biographie
Né à Kiev d'une modeste famille ouvrière, l'enfance de Gontcharenko est marquée par les troubles liés à la Première Guerre mondiale et de la Guerre civile russe, et il gagne dans un premier temps sa vie à un jeune âge en réparant des chaussures. En parallèle de ses activités, il pratique également le football et rejoint notamment les rangs de l'équipe de l'usine locale Kommounalnik en 1929 puis l'équipe des cheminots, le Jeldor (en), deux ans plus tard.
Entre 1932 et 1934, il quitte pour un temps l'Ukraine pour évoluer au Dinamo Ivanovo dans la RSFS de Russie. Ses performances au club lui valent notamment d'être nommé dans la liste des 33 meilleurs joueurs du pays tandis qu'il aide l'équipe de la ville à atteindre la finale du championnat de la RSFSR l'année suivante, s'inclinant alors face à la ville de Voronej.
À l'automne 1934, Gontcharenko retrouve sa ville natale de Kiev où il rejoint la branche locale du Dynamo. Sous ces couleurs, il participe à la toute première édition du championnat soviétique au printemps 1936 et fait ses débuts dans la compétition le 31 mai contre le Krasnaïa Zaria Léningrad, marquant un but à cette occasion tandis que les siens l'emportent sur le score de 7 à 2. Il est par la suite auteur d'un doublé contre le CDKA Moscou le 11 juin et parachève la saison sur un quatrième but en cinq matchs contre le Lokomotiv Moscou le 12 juillet, contribuant à deux succès qui aident le Dynamo à terminer deuxième du championnat derrière le Dynamo Moscou.
Moins prolifique durant les exercices de l'automne 1936 et de l'année 1937, où il n'est buteur qu'à quatre reprises en tout, Gontcharenko connaît en 1938 une saison exceptionnelle qui le voit inscrire un total de 20 buts en 24 matchs, incluant un quadruplé contre le Spartak Léningrad le 18 mai et un triplé face au Temp Bakou (ru) le 24 juillet ainsi que trois autres doublés, ce qui lui permet de finir meilleur buteur au terme de la compétition. Ce total de buts est cependant remis en question par certaines sources, qui arguent notamment que le quadruplé contre le Spartak Léningrad serait en fait un triplé, réduisant le total de Gontcharenko à 19 buts pour le mettre à égalité avec ses poursuivants Aleksandr Ponomariov et Grigori Fedotov.
Ses performances retombent à nouveau lors de l'année 1939 et Gontcharenko quitte finalement le Dynamo Kiev en 1940 pour rejoindre le Lokomotiv Kiev (en) en deuxième division avant de jouer brièvement pour le Spartak Odessa l'année suivante à l'aube de la Seconde Guerre mondiale. Durant la guerre, il fait partie des joueurs de l'équipe du Start qui participent au « Match de la mort » le 9 août 1942. À l'issue de ce conflit, il retourne pour un temps au Dynamo Kiev de 1944 à 1945 avant de finir sa carrière dans les divisions inférieures sous les couleurs du Pichtchevik Odessa puis du Spartak Kherson (en) entre 1946 et 1947.
Après la fin de sa carrière de joueur, Gontcharenko se consacre au métier d'entraîneur, principalement au sein d'équipes de jeunes, notamment le SKA Kiev. Il dirige brièvement l'Avangard Jeltie Vody durant l'année 1962.
Il meurt à Kiev à l'âge de 84 ans le 1er avril 1997.

## Statistiques
| Saison                | Club                  | Championnat           | Championnat | Championnat | Coupe(s) nationale(s) | Coupe(s) nationale(s) | Total | Total |
| Saison                | Club                  | Division              | M.          | B.          | M.                    | B.                    | M.    | B.    |
| 1936                  | Dynamo Kiev           | D1                    | 11          | 5           | -                     | -                     | 11    | 5     |
| 1937                  | Dynamo Kiev           | D1                    | 14          | 3           | 5                     | 3                     | 19    | 6     |
| 1938                  | Dynamo Kiev           | D1                    | 24          | 20          | 2                     | 0                     | 26    | 20    |
| 1939                  | Dynamo Kiev           | D1                    | 23          | 2           | 2                     | 0                     | 25    | 2     |
| 1940                  | Lokomotiv Kiev (en)   | D2                    | 10          | 3           | -                     | -                     | 10    | 3     |
| 1941                  | Spartak Odessa        | D1                    | 3           | 0           | -                     | -                     | 3     | 0     |
| 1945                  | Dynamo Kiev           | D1                    | 5           | 0           | -                     | -                     | 5     | 0     |
| 1946                  | Pichtchevik Odessa    | D2                    | 15          | 2           | -                     | -                     | 15    | 2     |
| Total sur la carrière | Total sur la carrière | Total sur la carrière | 105         | 32          | 9                     | 3                     | 114   | 35    |

## Palmarès

### Distinctions individuelles
Dynamo Kiev
- Championnat d'Union soviétique :
  - Meilleur buteur : 1938 (20 buts).